# یوهان برگر
یوهان برگر (آلمانی: Johann Berger) زادهٔ ۱۱ آوریل ۱۸۴۵م، در گراتس، اتریش و مرگ به تاریخ ۱۷ اکتبر ۱۹۳۳م، در سن ۸۸ سالگی، یک استاد، نظریه‌پرداز و نویسندهٔ آثار شطرنج بود.
برگر که نام کاملش «یوهان نپوموک برگر» بود، در دوران خود در مسابقات زیادی شرکت کرده و موفقیت‌های بزرگی به دست آورد. از جمله وی اولین شطرنج باز اتریشی بود که در یک مسابقهٔ بین المللی شطرنج مکاتبه ای، که بین سالهای ۱۹۸۹ تا ۱۹۹۲م، در جریان بود، بدون باخت و با ۳ مساوی و ۴۵ پیروزی، مقام اول را به دست آورد. 
برگر علاوه بر سردبیری نشریات شطرنج، یکی از نظریه پردازان برجسته ترکیبات پایان بازی شطرنج بود. از وی کتاب و آثار زیادی در زمینهٔ ترکیبات پایان بازی شطرنج به جا مانده که در ایران نیز شناخته شده‌است. 